# Hüüru
Hüüru est un village de la commune de Saue du comté de Harju en Estonie.
Au 31 décembre 2011, il compte 511 habitants.